# Apostasie dans le christianisme
L'apostasie dans le christianisme est le rejet du Christ par un chrétien. Le terme apostasie vient du grec apostasia (αποστασία) qui signifie défection, départ, révolte ou rébellion.

## L'enseignement biblique
Le nom grec apostasia (rébellion, abandon, état d'apostasie, défection) ne se trouve que deux fois dans le Nouveau Testament (Actes 21:21 ; 2 Thessaloniciens 2:3). Cependant, « le concept d'apostasie se retrouve dans les Écritures ». Le verbe apparenté aphistēmi (s'en aller, se retirer, chuter) dénote une signification théologique considérable dans trois passages (Luc 8:13 ; 1 Timothée 4:1 ; Hébreux 3:12).
L'Épître aux Hébreux est le texte classique sur le sujet de l'apostasie dans le Nouveau Testament. Scot McKnight soutient que les passages d'avertissement (2:1-4; 3:7-4:13; 5:11–6:12; 10:19–39; 12:1–29) devraient être lus et interprétés « comme un tout organique, chacun exprimant quatre composantes du message de l'auteur ». Ces quatre composantes sont « (1) les destinataires ou l'audience en danger de commettre le péché, (2) le péché conduisant à (3) l'exhortation, qui, si elle n'est pas suivie, conduit aux (4) conséquences de ce péché ».

## Les théologiens ayant affirmé la possibilité d'apostasie

### Augustin (354-430)

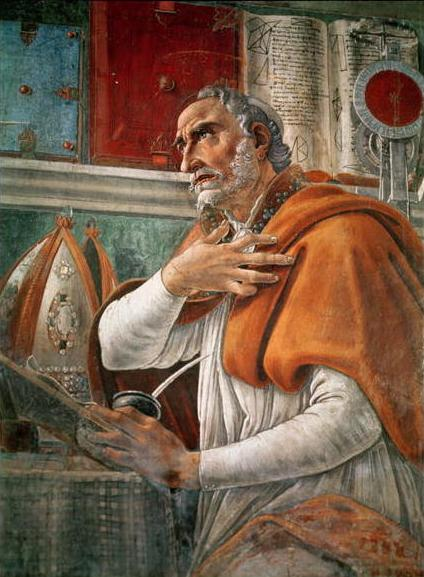
Augustin

Augustin croyait « que les élus de Dieu persévéreront certainement jusqu'à la fin et atteindront le salut éternel ».

### Thomas d'Aquin (1225-1274)
À l'instar d'Augustin, Thomas d'Aquin estima que « celui qui a été justifié par la grâce a toujours besoin de la grâce de Dieu, car celui qui est justifié peut se détourner et être finalement perdu ».

### Martin Luther (1483-1546)

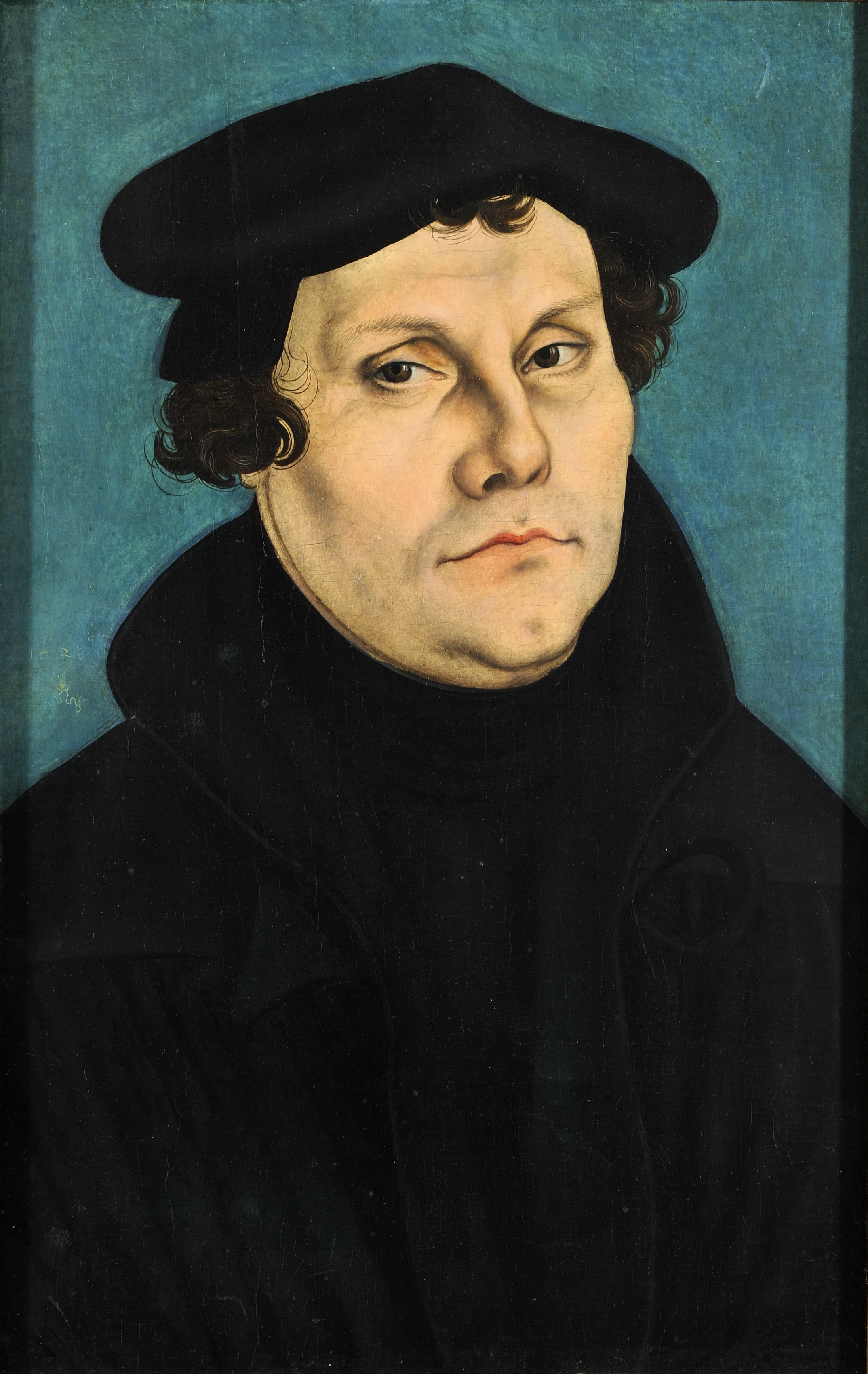
Martin Luther

A l'instar d'Augustin, Martin Luther croyait que le salut ou « la régénération se faisait par les eaux du baptême ». « Mais », a noté le réformateur, « nous ne restons pas tous avec notre baptême. Beaucoup se détachent du Christ et deviennent de faux chrétiens ». Dans son commentaire sur 2 Pierre 2:22, il écrit ce qui suit sur les apostats de l'Église : « Par le baptême, ces gens ont rejeté l'incrédulité, leur mode de vie impur a été effacé et ils sont entrés dans une vie pure de foi et d'amour. Maintenant, ils tombent dans l'incrédulité et leurs propres œuvres, et ils se souillent de nouveau dans la saleté ».

### Philippe Mélanchthon (1497-1560)

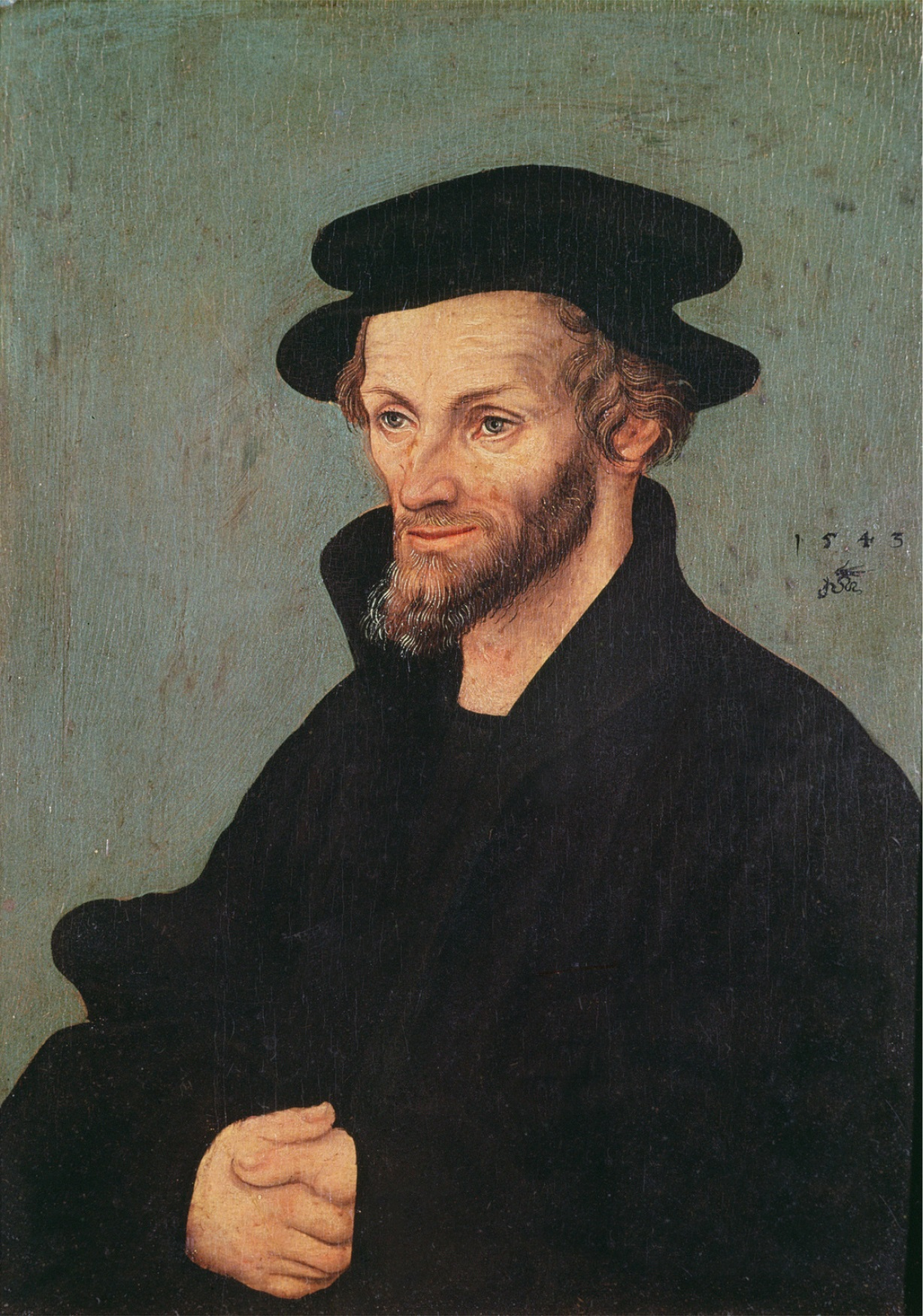
Philippe Mélanchthon.

Philippe Mélanchthon a écrit un commentaire sur Romains en 1540. Sur ce passage particulier : « Ainsi donc, frères, nous ne sommes point redevables à la chair, pour vivre selon la chair. Si vous vivez selon la chair, vous mourrez; mais si par l’Esprit vous faites mourir les actions du corps, vous vivrez. » (Romains 8:12-13, NEG1979), Mélanchthon appelle cela « l'enseignement à propos de la nouvelle obéissance ». Paul donne cet enseignement afin que les gens « nés de nouveau par la foi » « puissent comprendre à quoi ressemble l'obéissance chez les saints et quelle est la nature du péché qui leur fait perdre la grâce et perdre la foi et le Saint-Esprit ».

### Thomas Helwys (1550-1616)
Thomas Helwys fut l'un des cofondateurs de la dénomination baptiste avec John Smyth. Après avoir rompu avec Smyth en 1610, Helwys écrivit A Declaration of Faith of English People Remaining at Amsterdam in Holland in 1611. Helwys communique clairement sa position concernant l'apostasie au point sept de la Déclaration.

### John Goodwin (1594-1665)
John Goodwin fut un puritain qui « présenta la position arminienne sur la déchéance de la foi dans Redemption Redememed (1651) ». Le travail de Goodwin visait principalement à réfuter la doctrine calviniste de l'expiation limitée, mais il fit une digression de son sujet principal et passa 300 pages à réfuter la doctrine calviniste de la persévérance inconditionnelle.

## Perspectives théologiques

### Église catholique
L'apostasie est, littéralement, une « désertion ». Dans l'Église catholique, le terme est appliqué dans deux domaines différents : l'apostasie dite « de foi » consiste à abandonner la foi chrétienne, éventuellement pour embrasser une autre religion ; l'apostasie « des vœux de religion » consiste, pour un(e) religieux(se) à quitter l'ordre où il (elle) a fait profession. Thomas d'Aquin définissait l'apostasie comme « une certaine façon de s'éloigner de Dieu », et distinguait bien « l'apostasie de la vie religieuse » de « l'apostasie par incroyance » : cette dernière « sépare totalement l'homme d'avec Dieu, ce qui n'arrive pas dans n'importe quel autre péché ».
On peut donc définir l'apostasie comme le reniement de la foi et des principes de la foi catholique, ce qui inclut également les dogmes et des traditions et articles de foi formulés par les papes et les conciles, les enseignements des Pères de l'Église et les enseignements ordinaires du magistère.
Thomas d'Aquin et, à sa suite, les théologiens et canonistes établissaient une distinction très nette entre l'infidèle (celui qui n'a jamais reçu le baptême et qui professe une autre religion que la catholique) et l'apostat : ce dernier était plutôt assimilé à l'hérétique (celui qui dévie du dogme et des enseignements de l'Église). En effet, le sacrement du baptême était considéré comme définitif, du moment que les conditions de validité énoncées par le droit canonique avaient été respectées. De plus, le baptisé devait obéir aux préceptes de l'Église qui, à travers les tribunaux des évêques, exerçait un pouvoir de juridiction sur les fidèles. Le juriste romain Prospero Farinacci (1554-1618) assimilait ainsi l'apostat et l'hérétique : il suivait l'opinion commune des Docteurs car, malgré la nuance entre hérésie et apostasie, les normes et les peines canoniques concernant le crime d'hérésie s'appliquaient également au crime d'apostasie. L'apostasie était même considérée comme plus grave, puisqu'il s'agissait d'un abandon total, et pas seulement d'une contestation partielle, de la foi chrétienne par l'individu : or si l'apostat refusait la foi chrétienne, il était toujours considéré comme justiciable des tribunaux d'Église et, en particulier, de l'Inquisition dans les pays où elle était établie.
Un cas spécifique posé aux canonistes et aux évêques était celui des apostasies forcées : les persécutions de chrétiens dans l'Empire romain ou, plus tardivement, la capture de chrétiens par les musulmans en Méditerranée pouvaient conduire à ces reniements sous la contrainte. Sur cette question, canonistes et inquisiteurs ont fini par énoncer une modulation des peines en fonction des circonstances du reniement. Les apostats concernés pouvaient ainsi être réintégrés dans l'Église moyennant une pénitence.

### Protestantisme
Dans le protestantisme, notamment dans la période ouverte par le Réveil du début du XIXe siècle, et jusqu'aux mouvements fondamentalistes et pentecôtistes du début du XXe siècle, l'affrontement théologique a été très fort, et cette accusation très fréquente. Il arrive aujourd'hui encore que des Églises fondamentalistes considèrent comme apostates d'autres Églises, accusées d'avoir abandonné les « fondamentaux » de la foi chrétienne.
Pour le sens de l'apostasie individuelle dans le protestantisme, il faut d'abord avoir une définition précise du cadre de l'appartenance au groupe : pour savoir qui est dehors, il faut définir ce qu'est « être dedans ». Dans le christianisme, globalement, appartient à l'Église celui qui appartient au Christ, à savoir, qui reconnaît Jésus-Christ comme son sauveur. Le protestantisme assume globalement cette définition, mais il reste divisé sur les modalités de son application :
- appartenance par le baptême pour les pédo-baptistes (pratique du baptême des enfants) : appartenance par la naissance (ex. : églises « historique », réformée, luthérienne) ;
- appartenance par profession personnelle de sa foi : appartenance par choix. ex: beaucoup d'églises protestantes et évangéliques, de pratique baptiste (baptême des adultes).

Ici donc, l'apostasie correspond au rejet ou à la modification de ce principe fondateur du groupe, à savoir, la reconnaissance de Jésus-Christ comme son sauveur et seigneur.
Selon Jean Calvin (1509-1564), une fois que le Saint-Esprit a amené une personne à la régénération (c'est-à-dire lui a donné la vie spirituelle), cette expérience ne peut être perdue et conduit au salut final avec Dieu. Cependant, il a affirmé comme Calvin que les croyants doivent continuellement exercer leur foi afin d'obtenir le salut final avec Dieu.

## Condamnation
En 529, l'empereur Justinien interdit l'apostasie sous peine de mort.